# ألف إغيلاند
ألف إغيلاند (بالنرويجية البوكمول: Alv Egeland)‏ هو عالم فلك وبروفيسور وفيزيائي نرويجي، ولد في 22 مارس 1932 في كفنسدال ‏ في النرويج.